# Wiman di Gojoseon
Wiman (위만?, 衛滿?, Wei Man in cinese; fl. II secolo a.C.) è stato un sovrano cinese.
Era un capo militare cinese del regno di Yan, re del periodo di Gojoseon denominato Wiman Joseon, e regnò sulla Corea durante il II secolo a.C. Fu la prima figura nella storia coreana ad essere registrata in documenti di quel periodo.

## Biografia
Dopo che l'imperatore Gao Zu della dinastia Han ebbe sconfitto il ribelle Zang Tu, sovrano di Yan, affidò il trono di Yan al generale Lu Wan. Nel 196 a.C., Gao Zu sospettò Lu Wan di ribellione e ordinò che Yan fosse attaccato. Lu Wan fuggì a Xiongnu, mentre il suo generale, Wiman, condusse un migliaio di seguaci (vestiti alla maniera di barbarico ed egli stesso che portava i capelli con una acconciatura diversa) a est di Gojoseon. Inizialmente fu accolto dal re Jun di Gojoseon, che gli ordinò di fortificare la frontiera nord-occidentale del regno. Tuttavia, dopo aver consolidato il suo potere sui profughi di Yan, Wiman dotò i suoi uomini di armi in ferro, marciò sulla capitale con il pretesto di difendere il sovrano dagli invasori cinesi, usurpò il trono e reclamò il titolo di re (tra il 194 e il 180 a.C.). Si dice che re Jun abbia trovato rifugio a sud nello stato di Jin, assumendo il nome di "re degli Han".
Wiman insediò la capitale di Gojoseon a Wanggeom-seong (왕검성?, 王險城?, generalmente identificata con Pyongyang). Poiché la dinastia Han non era ancora completamente stabilizzata, il governatore di Liaodong nominò Wiman suddito esterno, a condizione che non impedisse ai nativi di raggiungere l'impero. La nomina è datata al 191 o al 192 a.C. Avendo una forza militare superiore, Wiman Joseon fu in grado di soggiogare gli stati di Jinbeon (진번?, 眞番?) e Imdun (임둔?, 臨屯?), estendendo notevolmente i propri confini. Il regno fu infine conquistato dall'imperatore Wu nel 108 a.C. durante il regno di suo nipote re Ugeo.